# Léon Cahun

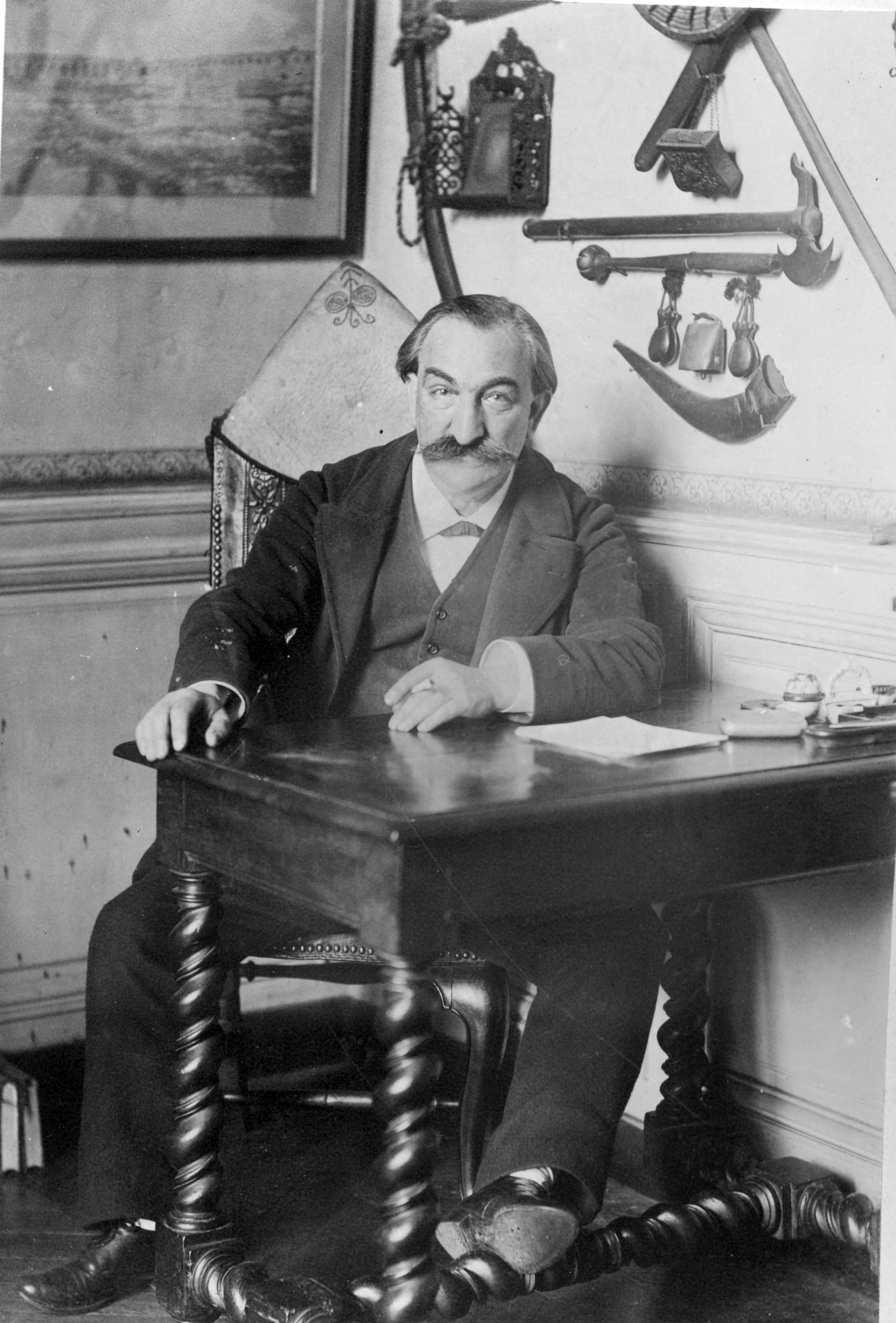
Léon Cahun

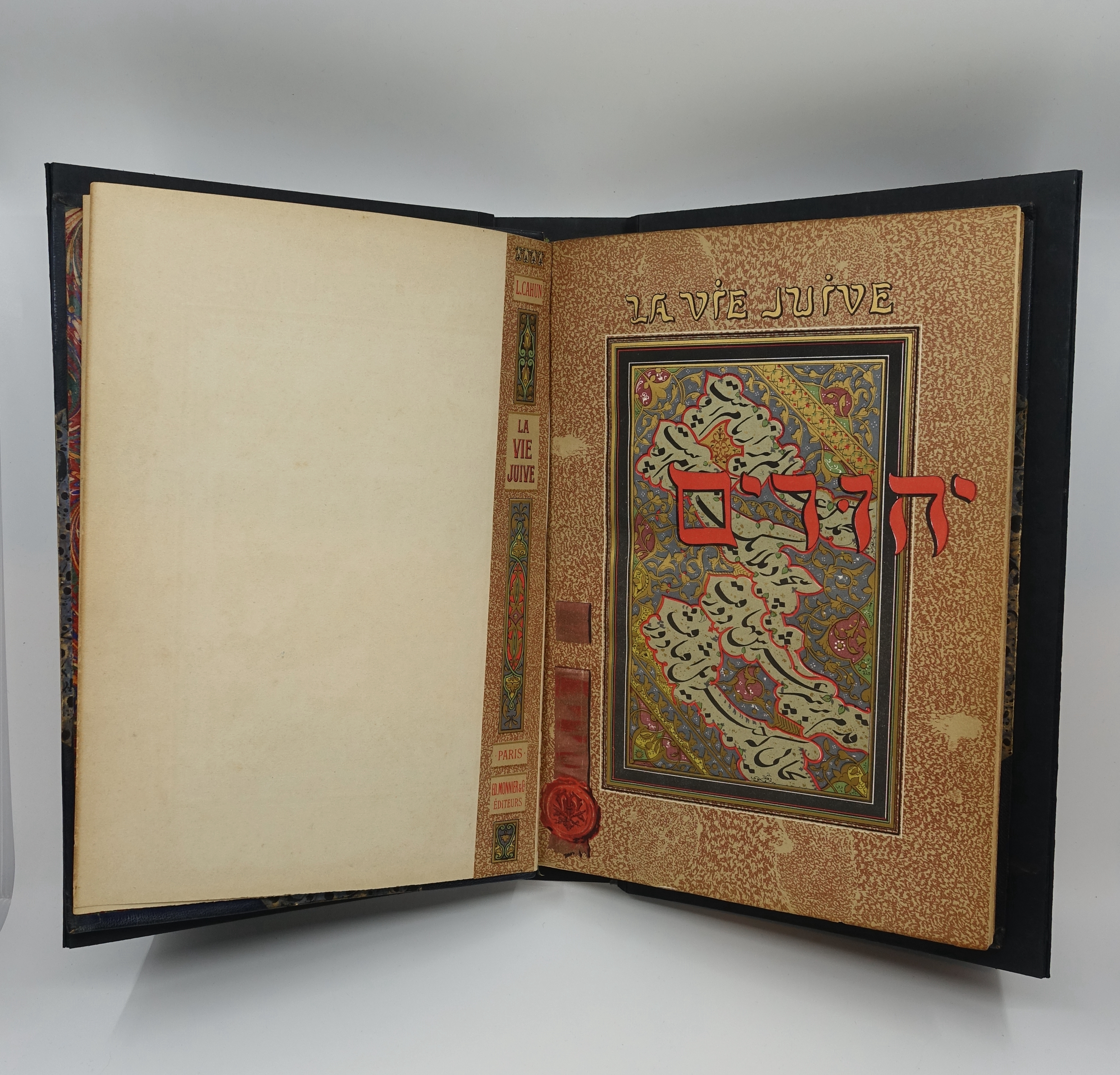
1886 Ausgabe von La vie juive, in der Sammlung des Jüdischen Museums der Schweiz.

David Léon Cahun (* 23. Juni 1841 in Haguenau; † 30. März 1900 in Paris) war ein französischer Schriftsteller und Orientalist. Er verfasste viele Schriften zum Thema Asien, Kleinasien und Turan.
Die Schriftstellerin und Fotografin Claude Cahun war seine Großnichte und Marcel Schwob sein Neffe.

## Leben
Die ursprünglich aus Lothringen stammende jüdische Familie sah für Leon Cahun eine militärische Karriere vor. Doch nachdem dieser 1864 eine Reise nach Ägypten und Nubien unternommen hatte, beschloss er 1866 politischer Schriftsteller und Journalist zu werden. Er verfasste geographische Artikel der Zeitschrift La Liberté (zusammen mit Émile de Girardin) und später für La Réforme (1869) und La Loi. Während des Krieges von 1870/71 war er Korrespondent verschiedener Zeitungen und trat am 4. September 1870 auch kurz als Freiwilliger der Truppe bei.
Schließlich nutzte er seine historischen und geografischen Kenntnisse auch beim Verfassen seiner Abenteuerromane (Les Aventures du Capitaine Morgan und La Bannière bleue). Er wurde Konservator der Bibliothèque Mazarine (1875).
1878 reiste er für mehrere Jahre nach Syrien, Mesopotamien, Island und zu den Färöer-Inseln. Zurückgekehrt gab er ab 1890 an der Sorbonne Geschichtskurse zu Kleinasien. 1896 verfasste er das Standardwerk zur Geschichte Asiens, das auf seinen Reisen und Studien beruhte.

## Hommage
Als Hommage an ihren Großonkel nannte sich seine Großnichte, die surrealistische Fotografin Lucy Schwob ab 1915 nach ihm und nutzte das Pseudonym Claude Cahun, unter dem man sie heute noch kennt.

## Werke

### Romane
- Les Aventures du capitaine Magon (1875)
- La Bannière bleue (1877)
- Les Pilotes d'Ango (1878)
- Les Mercenaires (1878)
- Les Rois de mer (1890)
- Hassan le janissaire, 1516 (1891)
- La Tueuse (1893)
- 1211 (1893)

### Historische Studien
- La Vie juive (1886)[2]
- Introduction à l'histoire de l'Asie ; Turcs et Mongols des origines à 1405 (1896) Digitalisat